# Ivo Bretaňský
Ivo Bretaňský, také Ivo Hélory (francouzsky Yves Hélory de Kermartin nebo Yves de Tréguier; 17. října 1253 Minihy-Tréguier – 19. května 1303 tamtéž) byl církevní soudce a obhájce. Ve 14. století byl prohlášen za svatého papežem Klementem VI.

## Život
Studoval na proslulých teologických školách v Orleánsu i v Paříži. Díky svým znalostem se stal církevním soudcem již ve velmi mladém věku. Své povolání však vykonával svědomitě. Byl velmi pokorný a oplýval křesťanskou láskou.[zdroj?] Brzy si jeho kvalit všiml biskup z Tréguier a chtěl ho do svých služeb. Ivo tedy přijal kněžské svěcení a stal se biskupovým právníkem. Obhajoval hlavně chudé, protože ti si právníka nemohli dovolit. Ve svém panském domě brzy vybudoval sirotčinec, nemocnici, útulek a jídelnu pro chudé. Sám světec spával na zemi. Při tomto velkém vypětí brzy onemocněl a byl upoután na lůžko. Když už tedy nemohl pomáhat chudým hmotně, pomáhal jim duchovně a 19. května 1303 zemřel.

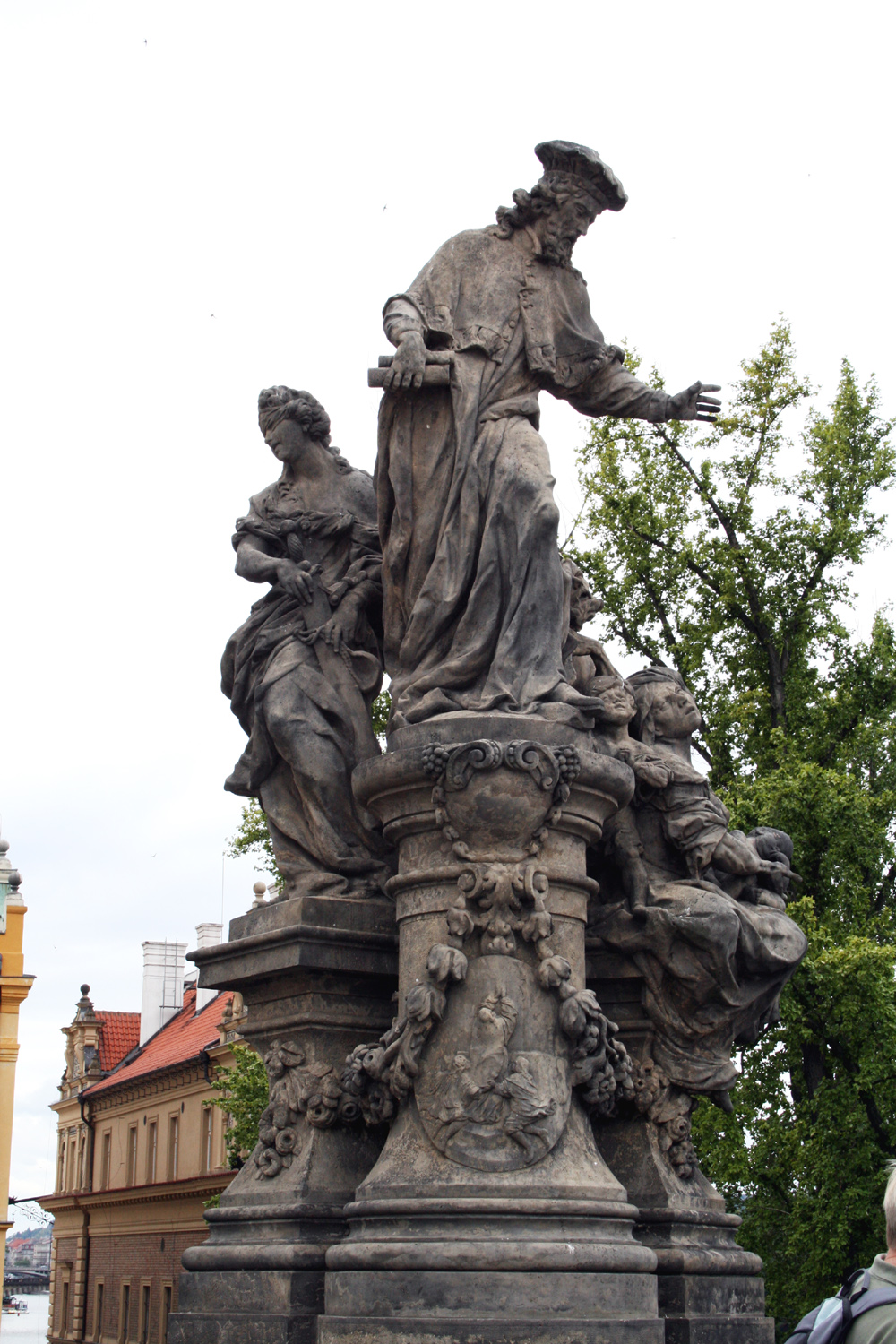
Socha sv. Iva na Karlově mostě v Praze

Je patronem Bretaně a právníků (soudců, advokátů, notářů), také farářů, soustružníků, chudých, sirotků a opuštěných dětí. Pomocník při soudních sporech. Zobrazován bývá v soudcovském taláru se svitky v ruce a provazem, obklopen chudými.
Tento světec má svoji sochu i na pražském Karlově mostě, jejímž autorem je Matyáš Bernard Braun. Socha byla vytvořena roku 1708 na zakázku právnické fakulty, jejímž je Ivo Bretaňský patronem.